# Baila domingo
Baila domingo fue un programa de concursos y baile conducido por Juan La Rivera, y transmitido por Canal 13 entre 1981 y 1984. También fue emitido por Canal 8 UCV Televisión. El programa se grababa en directo desde el Gimnasio Manuel Plaza de Nuñoa. A partir de 2023 el programa fue retransmitido por Rec TV.
La mecánica del programa consistía en la participación de gente común, bailando en parejas, el ritmo de diversos estilos musicales interpretados por una orquesta en vivo, aunque predominaba el estilo tropical. Un jurado iba seleccionando parejas, hasta que una sola era declarada la ganadora de la tarde, obteniendo diversos premios. Dicho formato se basaba en el programa de TVN Tugar tugar, salir a bailar, también conducido por La Rivera.
En su primer año de transmisiones el programa alcanzó un promedio de setenta puntos de rating, logrando desplazar en su horario a Jappening con ja, de TVN.El éxito que alcanzó llevo a que tras el final de la competencia de baile, en octubre del 81, se continuará el programa hasta diciembre bajo el nombre de Hola domingo. El programa recibió críticas de la prensa por la aparición destacada de concursantes con ropa provocadora para la censura de la dictadura militar.
La gran mayoría de los participantes eran desempleados afectados por la crisis económica de 1982. El documental "Pasos de baile" (2018), de Ricardo Larraín, relata la historia del programa y de algunos de los ganadores del concurso.